# إنريكو أكاتينو
إنريكو أكاتينو (بالإيطالية: Enrico Accatino) (20 أغسطس 1920 - 16 يوليو 2007) رسامًا تجريدياً إيطالي الجنسية، كما أنه نحاتًا ومصممًا وداعياً لثقافة إيطالية جديدة مرتبطة بالمنسوجات. حصل على الميدالية الذهبية للفنون من قبل رئيس الجمهورية الإيطالية.

## السنوات المبكرة والتعليم
ولد إنريكو أكاتينو في مدينة جنوة في عام 1920 لعائلة زراعية. ودرس الرسم في تورينو من عام 1938 إلى 1940 مع فيليس كاسوراتي. وظّف أكاتينو للتعبئة في إعلان الحرب، كما خدم في فوج سلاح المدفعية، في جنوب إيطاليا. بعد نهاية الحرب، تخرج أكاتينو من أكاديمية روما للفنون الجميلة. في عام 1947، انتقل إلى باريس، حيث اختلط مع الفنانين مثل ماتيس، سيفيريني، ألبرتو جياكوميتي، و ألفريد مانسييه. طور أسلوبًا تصويريًا مستوحى من الموضوعات الاجتماعية، مما عكس تأثير فنياً لصديقه ريناتو جوتوسو.

## الحياة والعمل
بعد فوزه بالميدالية الذهبية في بينالي سالزبورغ، توجه إنتاجه الفني تدريجيا نحو «دورات» تصويرية كبيرة، وفي عام 1951 فاز بالنسخة الأولى من جائزة مارزوتو، مؤكدا نفسه كواحد من أكثر المواهب الشابة إثارة للاهتمام في الرسم الإيطالي بعد الحرب. كان أكاتينو عالما يقظا ومنظرا للفنون، وكان دائما ما يحفز اختياراته على الفئات الجمالية، حيث جرب التقنيات التعبيرية الأكثر تنوعا (الرسم والنحت والفسيفساء).
تم إنشاء لوحات وألوان كولونية في النصف الثاني من الخمسينيات القرن الماضي، عندما بدأ في البحث عن فن الرسم الدائري (الدوائر والأقراص) واستخدم أسلوب آرتي إنفورمال. من عام 1966، كرس أكاتينو نفسه بحماس لإعادة إطلاق الفنون النسيجية كلغة فن جديدة، وكان من بين الأوائل الذين نشروا ثقافة المنسوجات، وخلق حلول ثنائية وثلاثية الأبعاد مثل نسيج الحاجز ذو الوجهين. في هذا المسار، قام بتدريب وإشراك العشرات من المشغلين، وتنشيط المصنوعات في بيني وكاستلماسا ومونوبولي وميلان وساساري، وتعزيز العشرات من الدورات التنشيطية، ليصبح واحدا من أعظم دعاة فن النسيج. حول هذا الموضوع، كتب أيضا اقتراحا للمهندسين المعماريين لإدراج فن النسيج في العمارة المعاصرة الجديدة.
يمكن العثور على أعمال أكاتينو في المجموعات الدائمة للعديد من المتاحف في جميع أنحاء العالم، وخلال مسيرته الفنية الطويلة والمكثفة حصل على اعتراف وطني ودولي مهم. خلق كمية غزيرة من العمل الجرافيكي بزخارف مجردة. أعماله موجودة في المتاحف والمجموعات الخاصة بما في ذلك المعرض الوطني للفن الحديث والمعاصر في روما، والمجموعة الدائمة للفن الحديث لمتاحف الفاتيكان ومؤسسة سيمون فيزنتال في لوس أنجلوس ومتحف النحت المعاصر في ماتيرا. في عام 1980، منحه رئيس الجمهورية أوسكار لويجي سكالفارو وسام الاستحقاق الإيطالي للثقافة والفن.

### تدريس الفنون البصرية
بالتوازي مع نشاطه الفني، كان إنريكو أكاتينو من بين الأوائل في إيطاليا الذين قاموا بتحديث تدريس الفنون البصرية. من عام 1960 إلى عام 1964، سجل مئات البث التلفزيوني مع Rai ، ثم نظم اجتماعات مع المدربين والمعلمين، وشارك في صياغة البرنامج الجديد للمدرسة المتوسطة، وفي وقت لاحق إنشاء نصوص التعليم الفني البصري وتاريخ الفن التي ستصبح أساسية لتجديد الانضباط. وقال انه سوف يقترح لغات الفن كتجربة في الإعاقات العقلية، وخاصة بين الأطفال وسن المدرسة، وتحقيق بعض المشاريع التجريبية والمعارض التعليمية، وبدء التعاون مع التربوي كارلو بيانتوني.

## الوفاة
توفي في عام 2007 في روما.

## قائمة المراجع
- مديلين جاري. La Tapisserie art du XX siecle، Office du Livre Paris، 1974
- جورجيو دي جينوفا. Enrico Accatino - La circolarità dello Spirito، Istituto Grafico Editoriale - Roma، 1991
- فرانشيسكا فرانكو. Enrico Accatino - Dal realimo all'astrazione alla sintesi delle arti، Introduzione di Giuseppe Appella — De Luca Editore، Roma، 2005

## روابط خارجية
- الموقع الرسمي
- http://archivioitaliano.blogspot.com